# 滝口 (市原市)
滝口（たきぐち）は、千葉県市原市の市津地区にある大字。郵便番号は290-0173。

## 概要
市原市北部の市津地区にある。長生郡長柄町との境界に位置する。中央部の一部分の水田地帯を除いて全体的に山がちな地形となっている。

## 地理
北は葉木及び大作、東は犬成、東から南は長生郡長柄町追分、西は勝間と接している。

## 世帯数と人口
2022年4月1日現在の世帯数と人口は以下の通りである。
| 町丁字 | 世帯数 | 人口 |
| ------ | ------ | ---- |
| 滝口   | 39世帯 | 79人 |

## 通学区域
市立小学校・市立中学校及び県立高等学校の通学区域は以下の通りである
| 町丁字 | 番地 | 小学校             | 中学校             | 高等学校 |
| ------ | ---- | ------------------ | ------------------ | -------- |
| 滝口   | 全域 | 市原市立湿津小学校 | 市原市立湿津中学校 | 第9学区  |

## 交通

### 鉄道
- なし

### バス
- 小湊鉄道